# Lincoln College w Oksfordzie
Lincoln College w Oksfordzie, Kolegium Lincoln w Oksfordzie (pełna nazwa: ang. The College of the Blessed Mary and All Saints, Lincoln, Kolegium Najświętszej Marii Panny i Wszystkich Świętych) – kolegium Uniwersytetu w Oksfordzie.

## Historia

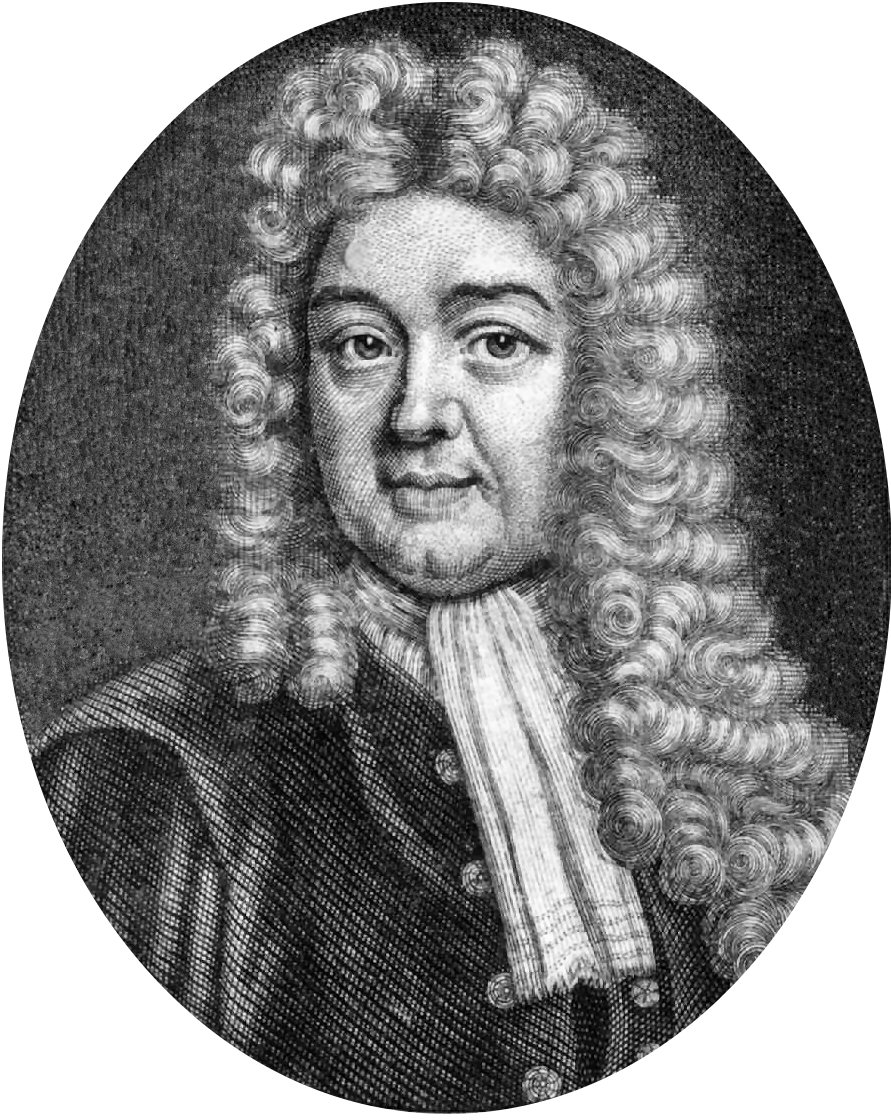
Portret Johna Radcliffe’a

Kolegium Lincoln zostało założone w 1427 roku przez Richarda Fleminga, biskupa Lincoln w celu zwalczania nauki głoszonej przez lollardów, czyli zwolenników Johna Wyclifa. Początkowo w kolegium działało tylko 7 profesorów (ang. fellows). Działało we współpracy z trzema oksfordzkimi parafiami: pw. Świętego Milfreda (ang. St. Milfred), pw. Świętego Michała (ang. St. Michael) i Wszystkich Świętych (ang. Allhallows lub All Souls).
Po śmierci biskupa Fleminga kolegium podupadło.
Na nowo zaczęło funkcjonować w latach 70. XV wieku, kiedy następca Fleminga na tronie biskupim, Thomas Rotherham powiększył liczbę profesorów do 12 i uchwalił statut Kolegium, który obowiązywał do 1854 roku. Jednak pomimo wysiłków Rotherhama, Lincoln pozostawał stosunkowo niewielkim i mało znaczącym kolegium do XVII wieku, kiedy liczba studentów zaczęła gwałtownie rosnąć, a wśród profesorów znaleźli się najwybitniejsi uczeni i humaniści brytyjscy, tacy jak William Davenant, królewski poeta-laureat czy John Radcliffe, lekarz, którego imieniem nazwano plac, bibliotekę i szpital w Oksfordzie.
W XVIII wieku na terenie Kolegium działał John Wesley i jego brat Charles, założyciele metodyzmu. Kolegium słynęło z tolerancji narodowej i religijnej. W 1882 przyjęło pierwszego studenta narodowości żydowskiej w Oksfordzie, Samuela Alexandra.
W XX w. do grona absolwentów Kolegium dołączyli m.in. John le Carré, pisarz, i Lancelot Lionel Ware, założyciel Mensy.
Obecnie Lincoln zaliczany jest do pierwszej dziesiątki najlepszych kolegiów oksfordzkich (8. miejsce w 2006 roku według Tabeli Norringtona).
Partnerskim kolegium Lincoln College na Uniwersytecie w Cambridge jest Downing College.

## Sławni absolwenci Lincoln College w Oksfordzie
- Chukwuemeka Odumegwu Ojukwu – pierwszy prezydent Biafry, państwa wydzielonego z Nigerii w latach 1967–1970,
- Thomas Neilson Paulin – poeta,
- Richard Knolles – historyk,
- William Davenant – poeta,
- David John Chalmers – filozof,
- John le Carré – pisarz,
- Howard Florey – laureat Nagrody Nobla w dziedzinie medycyny i fizjologii,
- Stephanie Cook – medalistka w pięcioboju z Sydney
- John Atkinson Hobson – myśliciel liberalny i ekonomista,
- Dr. Seuss (Theodor Seuss Geisel) – autor literatury dla dzieci,
- Jamie Shea – rzecznik prasowy NATO,
- William George Ward – teolog katolicki,
- Henry Baker Tristram – duchowny i ornitolog,
- Lancelot Lionel Ware – założyciel Mensy, organizacji skupiającej ludzi o wysokim IQ,
- Girish Karnad – dramatopisarz hinduski

## Architektura
Siedziba Lincoln College znajduje się w centrum Oksfordu, przy Turl Street. Najstarsze budynki kolegium pochodzą z XV wieku. Profesor architektury Nikolaus Pevsner nazwał Lincoln najbardziej typowym piętnastowiecznym kolegium w Oksfordzie.
Kolegium składa się z trzech dziedzińców:
- przedniego dziedzińca (ang. front quad) z XV wieku,
- dziedzińca przy kaplicy (ang. chapel quad) z lat 1608–1631,
- tzw. Zagajnika (ang. the Grove), powstałego w XIX w.

W Kolegium znajduje się gotycka kaplica z lat 1629–1631 oraz biblioteka, mieszcząca się w dawnym kościele Wszystkich Świętych (ang. All Souls Church) przy High Street.